# 国鉄A3形蒸気機関車
A3形は、かつて日本国有鉄道の前身である鉄道作業局に在籍した蒸気機関車である。
1872年（明治5年）、日本で最初の鉄道開業に際してイギリスから輸入された蒸気機関車5形式10両中の1形式で、2両が輸入された。1871年（明治4年）、エイボンサイド・エンジン製（製造番号834, 835）である。本形式は、1909年（明治43年）の鉄道院の形式称号規程制定以前の1900年（明治33年）度に除籍され、台湾総督府鉄道部に譲渡されたため、他形式のような数字のみによる形式を与えられていない。

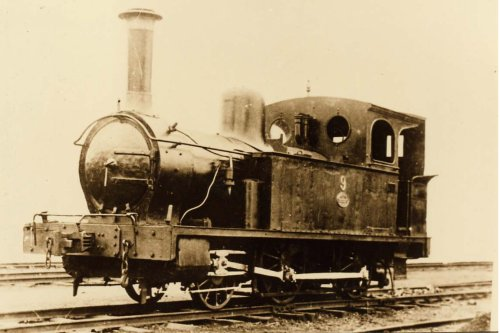
台湾総督府鉄道部9号

## 構造
動輪直径は1,219mm(4ft)、車軸配置2-4-0(1B)で2気筒単式の飽和式タンク機関車である。
弁装置はロッキングアームを持ったスチーブンソン式。安全弁はサルター式となっており、ボイラー中央上部に設けられた蒸気ドームに設置されていたが、後にラムスボトム式に改造されている。
運転台には前部と側面部に風除けが設けられており、後部は開放されていた。炭庫は、運転台から独立して後部に置かれており、本形式の形態上の特徴となっていた。運転台後部は後に風除けが付加されている。

### 主要諸元
- 全長：7,912mm
- 全高：3,607mm
- 軌間：1,067mm
- 車軸配置：2-4-0(1B)
- 動輪直径：1,219mm
- 弁装置：スチーブンソン式アメリカ型
- シリンダー（直径×行程）：305mm×457mm
- ボイラー圧力：8.4kg/cm2
- 火格子面積：0.91m2
- 全伝熱面積：49.3m2
- 機関車運転整備重量：24.59t
- 機関車動輪上重量（運転整備時）：18.49t
- 機関車動輪軸重（第1動輪上）：9.96t
- 水タンク容量：2.73m3
- 燃料積載量：0.75t
- 機関車性能
  - シリンダ引張力（0.85P）：2,490kg
- ブレーキ装置：手ブレーキ、反圧ブレーキ?

## 運転・経歴
1872年、日本に来着した前期形2両は、製造番号の順に「6, 7」と付番された。鉄道開業後は、京浜間で使用され、使用成績はシャープ・スチュアート（後の160形）に次いで良好であった。
1876年（明治9年）には、東部（京浜間）の機関車を奇数に、西部（阪神間）の機関車を偶数とする改番が実施され、6は「5」に改番されている（7は不変）。
1885年（明治18年）ごろ日本鉄道に貸し渡されたが、東海道線の工事が始まると、工事に使用するため新橋工場で完全修理がなされ、7は1886年（明治19年）暮れに馬入川（相模川）に、5は1887年初めに沼津に送られた。東海道線の全通後は、保線・工事用として京浜間に戻っている。
1894年（明治27年）には「C形」に類別され、1898年（明治31年）鉄道作業局では「A3形」に類別された。
1895年（明治28年）から1897年（明治30年）頃には、煙突を少し太くし、運転台の前部風除けの窓を丸型にして後部にも風除けを設け、安全弁をラムズボトム式に改める改造が実施されている。
前述のように1900年から1901年にかけて、本形式2両は除籍され、台湾総督府鉄道に譲渡されたが、台湾には「7」が到着したのみで、「5」は1901年10月、輸送途中の鶴彦丸海難事故で失われた。
。
台湾到着後、形式は「A2-4-0T形」（Avonside製の軸配置2-4-0(1-B)のタンク機関車の意。番号はそのまま）に改められ南部の高雄 - 台南間で使われたようである。1906年（明治39年）には「9」に改称、形式は後年、E9形に改められ、1925年度（大正14年度）に廃車となった。

## 保存

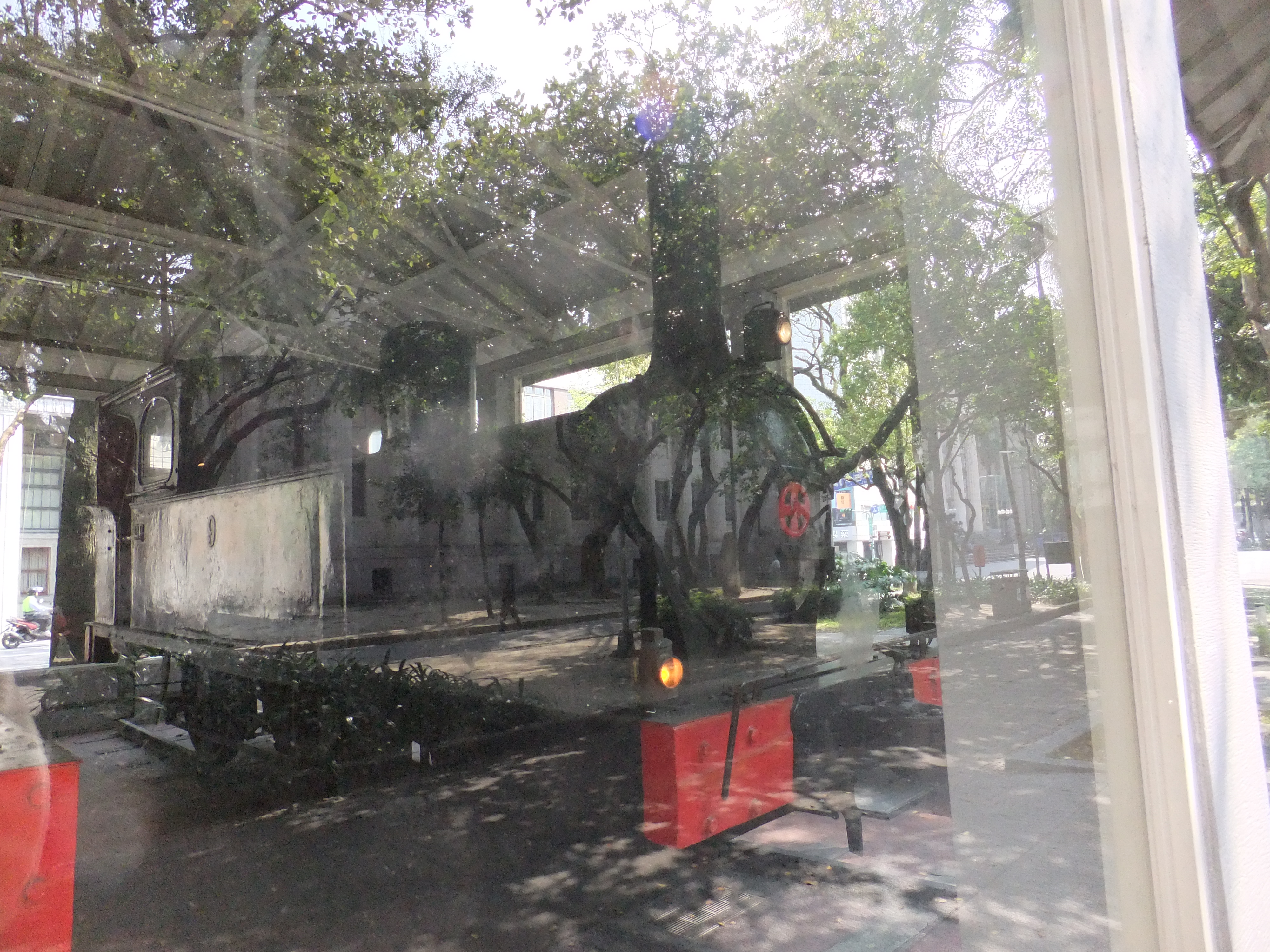
専用保存館の様子（2013年）

1926年の使用停止後、日本最古の機関車であるということで、台湾の1号機関車（1887年Hohenzollern製Bタンク）とともに国立台湾博物館に保存されることになった。その後も、そのまま台北新公園（1996年に「二二八和平公園」に改称）内に保存されており、2003年にはガラス張りの専用保存館に移され、現在もその姿を見ることができる。